# Salix taipaiensis
Salix taipaiensis — вид квіткових рослин із родини вербових (Salicaceae).

## Морфологічна характеристика
Це невеликий кущ 50 см заввишки. Гілочки пурпурувато-коричневі чи тьмяно-коричневі, голі, блискучі. Листки на ніжках 3–5(7) мм, гола чи дещо запушена; листкова пластинка еліптична або еліптично-довгаста, слабо запушена, абаксіально білувата, адаксіально зелена, край цільний, верхівка гостра або тупа. Чоловіча сережка 13–23 × 10 мм, густоквіткова. Чоловіча квітка: тичинок 2; пиляки жовті. Жіноча сережка ≈ 20 × 8 мм. Жіноча квітка: зав'язь вузько-яйцеподібна, гола, сидяча.

## Середовище проживання
Ендемік пд.-зх. Шеньсі. Населяє гірські схили; на висоті ≈ 3100 метрів.